# Hymedesmia coriacea
Hymedesmia coriacea är en svampdjursart som först beskrevs av Robert Fredric Fredrik Fristedt 1885. Enligt Catalogue of Life ingår Hymedesmia coriacea i släktet Hymedesmia och familjen Hymedesmiidae, men enligt Dyntaxa är tillhörigheten istället släktet Hymedesmia och familjen Hymedesmidae. Arten är reproducerande i Sverige. Inga underarter finns listade i Catalogue of Life.